# Marcel Wyseur
Marcel Wyseur né à Comines le 2 juin 1886 et décédé à Bruges le 13 mars 1950, est un poète et écrivain belge flamand de langue française.

## Biographie
Il avait épousé Marie-Henriette van Lidth de Jeude (1887-1997), petite-fille du Brugeois André Van Severen, parent des Rodenbach, qui devint général en Amérique latine. Ils eurent deux fils.
Wyseur obtint son doctorat en droit (1910) à l'Université de Gand et s'inscrivit au barreau de Bruges. En 1913 il fut secrétaire de l'administration générale de l'Exposition universelle de 1913 de Gand.
Pendant la Grande Guerre il fut greffier d'un tribunal militaire belge, siégeant à Paris. Après la guerre il revint à Bruges et fut nommé directeur de la 'Caisse hypothécaire de West-Flandre'. 
Il fut un grand ami de Michel de Ghelderode avec qui il entretint une importante correspondance et qui logeait chez lui lorsqu'il il venait à Bruges. De Ghelderode prit son ami pour modèle dans son roman L'homme à la moustache d'or.
Wyseur avait également des liens d'amitié avec Émile Verhaeren, qui préfaça son recueil 'La Flandre rouge' et avec Suzanne de Giey avec qui il entretint une correspondance assidue.
Bibliophile, son ex-libris a été gravé par Émile-Henry Tilmans.

## Œuvres
- Coups d'ailes (1909)
- La vieille Flandre (1913 et 1920)
- La Flandre rouge (1916), Paris, Perrin
- Les cloches en Flandre (1918)
- Les Beffrois au soleil (1927)
- Le Zwyn (1931)
- Quelques poèmes de Flandre (1938)
- Gand et ses béguinages (1954)
- Gentse Begijnhoven (1954), Gent, Snoeck-Ducaju. Traduction en néerlandais par Paul De Ryck.